# Union Bordeaux Bègles
Union Bordeaux Bègles eller är en fransk rugbyklubb som spelar i Top 14, den högsta ligan i det franska seriesystemet. Klubben kommer från Bordeaux i regionen Nouvelle-Aquitaine i sydvästra Frankrike, vilket är en av de regioner i Frankrike där rugby är den största sporten. Klubben grundades år 1889 under namnet Stade Bordelais och blev tidigt ett av de dominerande lagen i Frankrike. Klubben har en historisk rivalitet med Stade Français från Paris. Rivaliteten går mer än 100 år tillbaks till år 1901 då Stade Bordelais besegrade Stade Français i finalen av det franska mästerskapet, men Stade Français överklagade i domslut och tilldelades mästerskapet. En annan gammal rivalitet är med Frankrikes mest framgångsrika klubb, Stade Toulousain. Bordeaux och Toulouse är de två största städerna i sydvästra Frankrike och lokalrivaliteten mellan städerna går igen både inom rugby, fotboll och andra områden.
År 2006 gick Stade Bordelais samman med Club Athlétique Bordeaux-Bègles Gironde från Bègles, en arbetarförort till Bordeaux, och tog då det nuvarande namnet Union Bordeaux Bègles. Med nio franska mästerskap är klubben en av de mest framgångsrika i den franska ligan, men hade under tidigt 2000-tal en sämre period och tog sig först år 2011 tillbaka till högsta ligan.